# In Search of the Fourth Chord
In Search of the Fourth Chord je dvacáté osmé studiové album anglické rockové skupiny Status Quo, které vyšlo 17. září 2007.

## Seznam skladeb - Britské vydání
1. Beginning of the End (Rossi/Edwards) 4:23
2. Alright (Parfitt/Morris) 4:12
3. Pennsylvania Blues Tonight (Rossi/Young) 3:44
4. I Don't Wanna Hurt You Anymore (Rossi/Young) 4:00
5. Electric Arena (Rossi/Young) 5:25
6. Gravy Train (Edwards) 3:23
7. Figure Of Eight (Bown) 4:08
8. You're The One For Me (Letley) 3:30
9. My Little Heartbreaker (Rossi/Young) 3:50
10. Hold Me (Parfitt/Morris) 4:33
11. Saddling Up (Rossi/Bown) 3:42
12. Bad News (Edwards) 5:05
13. Tongue Tied (Rossi/Young) 4:21
14. I Ain't Wastin' My Time (Rossi/Young) 3:36

## Seznam skladeb - Evropské vydání
1. Beginning of the End (Rossi/Edwards) 4:23
2. Alright (Parfitt/Morris) 4:12
3. Pennsylvania Blues Tonight (Rossi/Young) 3:44
4. I Don't Wanna Hurt You Anymore (Rossi/Young) 4:00
5. Electric Arena (Rossi/Young) 5:25
6. Gravy Train (Edwards) 3:23
7. Figure Of Eight (Bown) 4:08
8. You're The One For Me (Letley) 3:30
9. My Little Heartbreaker (Rossi/Young) 3:50
10. Hold Me (Parfitt/Morris) 4:33
11. Saddling Up (Rossi/Bown) 3:42
12. Bad News (Edwards) 5:05
13. Tongue Tied (Rossi/Young) 4:21
14. One By One (Parfitt/Young) 4:12

## Seznam skladeb - Francouzské vydání
1. Beginning of the End (Rossi/Edwards) 4:23
2. Alright (Parfitt/Morris) 4:12
3. Pennsylvania Blues Tonight (Rossi/Young) 3:44
4. I Don't Wanna Hurt You Anymore (Rossi/Young) 4:00
5. Electric Arena (Rossi/Young) 5:25
6. Gravy Train (Edwards) 3:23
7. Figure Of Eight (Bown) 4:08
8. You're The One For Me (Letley) 3:30
9. My Little Heartbreaker (Rossi/Young) 3:50
10. Hold Me (Parfitt/Morris) 4:33
11. Saddling Up (Rossi/Bown) 3:42
12. Bad News (Edwards) 5:05
13. Tongue Tied (Rossi/Young) 4:21

## Sestava
- Francis Rossi - zpěv, sólová kytara
- Rick Parfitt - zpěv, kytara
- John Edwards - baskytara, zpěv
- Andy Bown - klávesy
- Matt Letley - bicí